# Hwacheon-eup
Hwacheon-eup (koreanska: 화천읍) är en köping i kommunen Hwacheon-gun i provinsen Gangwon i den norra delen av Sydkorea, 90 km nordost om huvudstaden Seoul. Hwacheon-eup är kommunens administrativa centralort.